# Greene County, Alabama
Greene County är ett administrativt område i delstaten Alabama, USA, med 9 045 invånare. Den administrativa huvudorten (county seat) är Eutaw.

## Geografi
Enligt United States Census Bureau har countyt en total area på 1 709 km². 1 673 km² av den arean är land och 36 km² är vatten.

### Angränsande countyn
- Pickens County - nord
- Tuscaloosa County - nordöst
- Hale County - öst
- Marengo County - syd
- Sumter County - sydväst

### Orter
- Boligee
- Eutaw (huvudort)
- Forkland
- Union